# Demofest
Demofest es un festival anual de música que se celebra en la Fortaleza de Kastel en Bania Luka, la segunda ciudad más grande de Bosnia y Herzegovina. Fue fundada en 2008 con el objetivo de proporcionar a las bandas jóvenes la oportunidad de desarrollar y revivir la escena del rock de la antigua Yugoslavia. Hoy en día, es el mayor festival de bandas sin contrato en el sudeste de Europa y uno de los festivales más grandes de esta región.
Demofest consta de un programa competitivo y no competitivo. La competición está abierta a todas las bandas de rock, punk, pop, metal, hip-hop o reggae originarias de Bosnia y Herzegovina, Eslovenia, Croacia, Serbia, Montenegro o Macedonia del Norte. Las estrellas de la música regional y mundial se presentan en programas no competitivos y algunos de los nombres más importantes incluyen Guano Apes, Kosheen, Gentleman, Stereo MCs, Kelis, Fun Lovin' Criminals, Triggerfinger, Asian Dub Foundation, Kiril Džajkovski, Dubioza kolektiv, Majke, Psihomodo pop, Damir Urban, S.A.R.S y Partibrejkers.
De 2008 a 2018, más de 4.000 bandas sin contrato se inscribieron en el concurso y 61 artistas tocaron en el programa no competitivo.
En 2010, Demofest fue incluido en la lista de la UNESCO de proyectos que contribuyen al acercamiento cultural y al establecimiento de lazos entre los países de la antigua Yugoslavia. Fue apoyado por instituciones internacionales en varias ocasiones mientras que todos los medios regionales relevantes y numerosos medios mundiales como The Guardian, Vice o MTV informaron sobre el festival. Este evento musical también apareció en la película "Zduhač Means Adventure", cuya trama sigue a varios personajes en su viaje al Demofest.

## Concepto del Festival

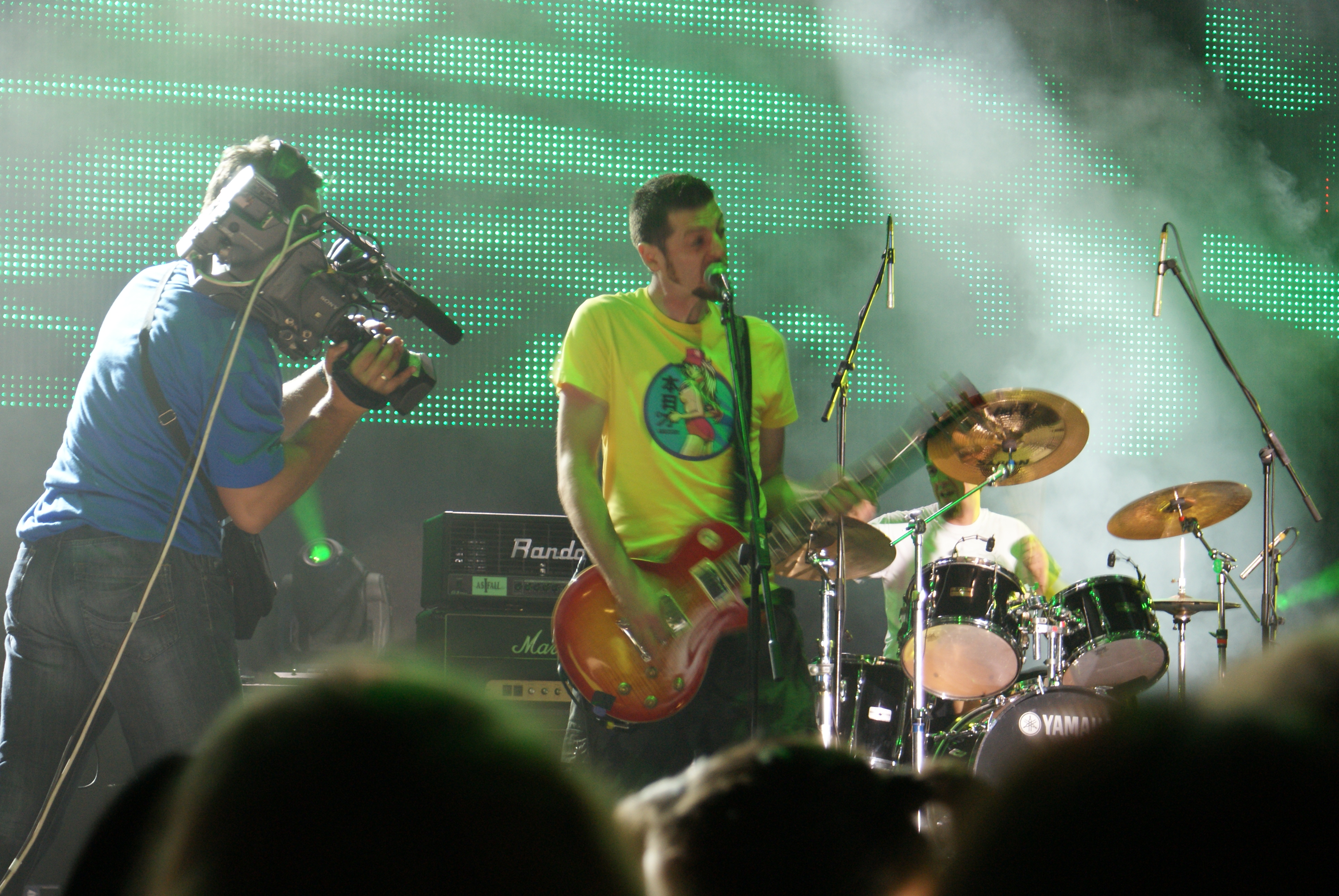
Demofest en 2011

La convocatoria para participar en el concurso se abre en la primavera de cada año. Los solicitantes envían sus grabaciones de demostración junto con los documentos de solicitud y aproximadamente 30 de ellos tienen la oportunidad de actuar en el festival. La banda ganadora es premiada con la grabación y producción tanto de su álbum como de un video musical. Las bandas en segundo y tercer lugar son premiadas con equipo de escenario. Además de estos, se entregan regularmente otros premios.
Los concursantes, finalistas y ganadores de los premios principales son seleccionados por el jurado compuesto por diferentes miembros cada año. Además de los representantes del Demofest y los patrocinadores del festival, el jurado está compuesto por famosos músicos regionales, críticos de rock, periodistas musicales y productores. Algunos de los miembros anteriores del jurado fueron Rambo Amadeus, Davor Gobac, Elvir Laković, Vlatko Stefanovski, Marčelo, Vasil Hadžimanov, Nikola Vranjković, Milorad Milinković, Petar Janjatović y Branimir Lokner.
Desde 2011, el festival dura tres días. Los cabezas de cartel actúan después de los concursantes y cada año hay un programa de día que incluye talleres de grafiti y cómic, exposiciones de fotografía y pintura, proyecciones de películas, promociones de libros, varios eventos musicales y numerosos talleres, capacitaciones y conferencias para los músicos.

## Historia

### 2008
La primera edición del festival fue la más larga y tuvo lugar del 19 al 26 de julio. Se presentaron 192 bandas no firmadas y 32 actuaron en el concurso. Solo este año, los concursantes tocaron dos canciones, mientras que los cabezas de cartel actuaron entre las noches de competencia.
La banda ganadora fue KillingJazzHardCoreBaby (Travnik, Bosnia y Herzegovina), el segundo lugar fue Tripcycle (Novi Sad, Serbia) y el tercer lugar fue Magma (Belgrado, Serbia). También se entregaron el Premio del Público y el Premio del Periodista.
Los cabezas de cartel fueron KUD Idijoti, Marčelo & Filter Crew, Urban & 4, Darko Rundek & Kargo Orkestar y Vlatko Stefanovski Trio.
El programa del día contó con talleres de graffiti, exposiciones de fotografía, proyecciones de películas, capacitaciones para músicos y paneles de discusión.

### 2009
La segunda edición del festival tuvo lugar del 23 al 27 de julio. Se presentaron 304 bandas no firmadas y 33 participaron en el concurso. Por primera vez, los músicos mundialmente populares y los ganadores del año anterior se incluyeron en un programa no competitivo, que se convirtió en el estándar en los años siguientes.
La banda ganadora fue Prophaganda (Zagreb, Croacia), el segundo lugar fue Discopath (Split, Croacia) y el tercer lugar fue compartido entre ZAA (Kruševac, Serbia) y Tanker (Bania Luka, Bosnia y Herzegovina). También se entregaron el Premio del Público y el Premio del Periodista.
Los cabezas de cartel fueron Kosheen, Asian Dub Foundation, Therapy?, Nouvelle Vague, KillingJazzHardcoreBaby, Tripcycle y Magma.
Los cabezas de cartel fueron Kosheen, Asian Dub Foundation, Therapy?, Nouvelle Vague, KillingJazzHardcoreBaby, Tripcycle y Magma.

### 2010
La tercera edición del festival tuvo lugar del 21 al 24 de julio. Se presentaron 370 bandas no firmadas y 34 actuaron en el concurso.
La banda ganadora fue Threesome (Belgrado, Serbia), el segundo lugar fue Kuriri (Pirot, Serbia) y el tercer lugar fue Prežderani (Daruvar, Croacia). También se entregó el Premio del Público.
Los cabezas de cartel fueron Stereo MCs, Kiril Džajkovski, New Young Pony Club, Fun Lovin' Criminals, Prophaganda, Discopath, ZAA y Tanker.
El programa del día contó con exposiciones de ilustraciones, proyecciones de películas, capacitaciones para músicos y eventos musicales.

### 2011

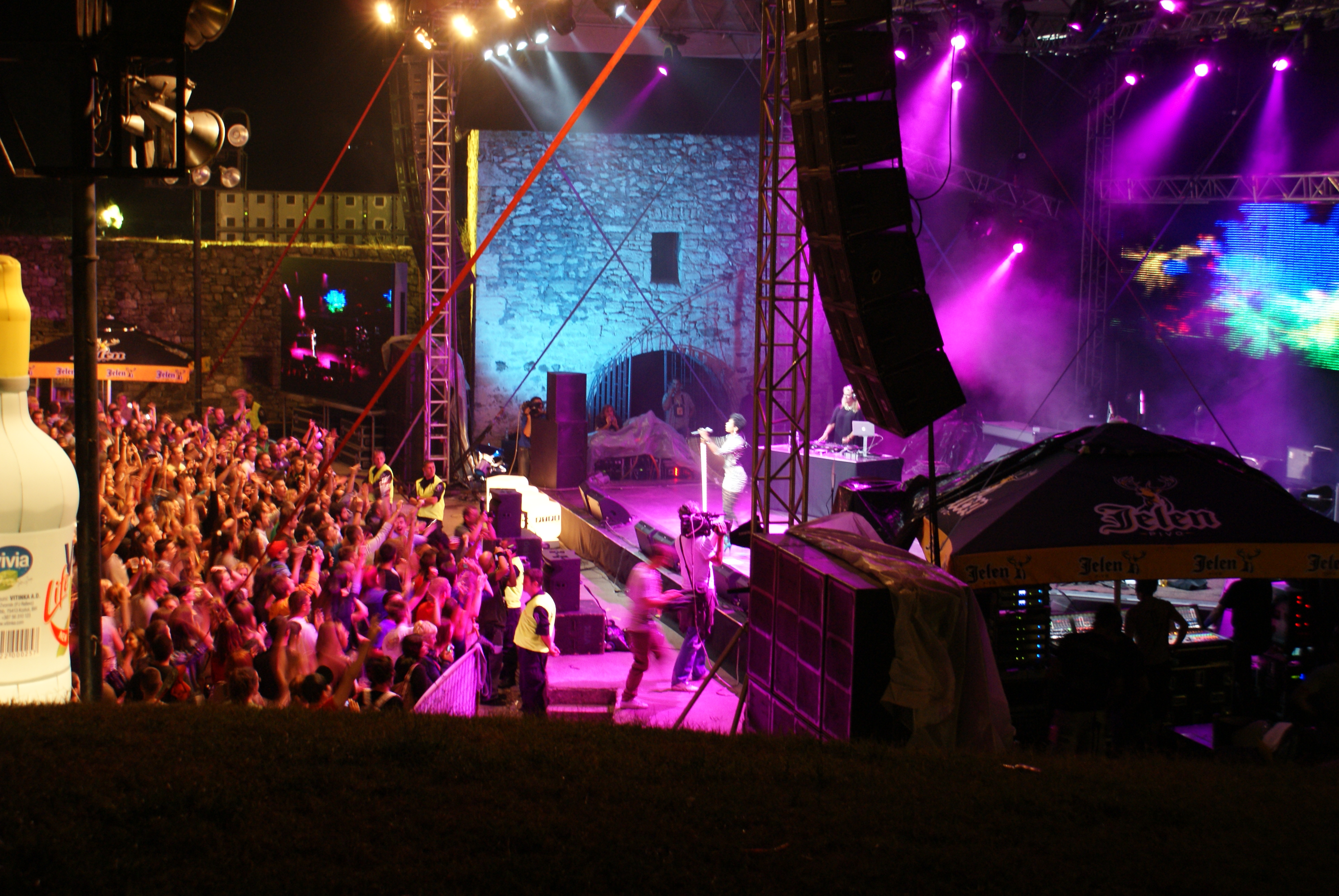
Demofest en 2011

La cuarta edición del festival tuvo lugar del 27 al 29 de julio. Se presentaron 438 bandas no firmadas y 24 actuaron en el concurso.
La banda ganadora fue Plišani Mališan (Gornji Milanovac, Serbia), el segundo lugar fue Big Bug (Pirot, Serbia) y el tercer lugar fue Aesthetic Empathy (Sarajevo, Bosnia y Herzegovina). También se premió a las bandas que obtuvieron el cuarto lugar y se introdujo el premio a la banda más prometedora de Banja Luka.
Los cabezas de cartel fueron Kelis, Skindred, Tricky, Threesome, Kuriri y Prežderani.
El programa del día contó con talleres de cómic, promoción de libros, capacitaciones para músicos de libros y eventos musicales.

### 2012
Debido a la falta de apoyo financiero, los organizadores cancelaron inicialmente la quinta edición del festival. Sin embargo, a principios de 2012, varios jóvenes de Banja Luka iniciaron una campaña para sobrevivir al festival, con el objetivo de asegurar la ayuda financiera para el Demofest del Gobierno de la República Srpska. La campaña se generalizó muy rápidamente y recibió apoyo en todo Bosnia y Herzegovina y en los países vecinos. Después de que se presentara la petición con 3.500 firmas, las autoridades pertinentes otorgaron los fondos necesarios. El festival tuvo lugar del 26 al 28 de julio. Se presentaron 395 bandas no firmadas y 30 participaron en el concurso.
La banda ganadora fue Neuro (Bania Luka, Bosnia y Herzegovina), el segundo clasificado fue Kraj programa (Rijeka, Croacia) y el tercer clasificado fue Dede Putra (Bihać, Bosnia y Herzegovina). Se entregó el premio a la Banda Más Prometedora de Banja Luka, así como el Premio Especial a la Organización y el Premio al Mejor Periodista. El premio Blue Bass al mejor bajista también se introdujo en memoria del difunto músico de Banja Luka Igor Kašiković Kale, quien solía tocar un bajo de color azul.
Los cabezas de cartel fueron Majke, Zemlja gruva, Darkwood Dub & Bisera Veletanlić, T.B.F., Psihomodo pop, Sopot, Plišani mališan, Big Bug y Aesthetic Empathy.
El programa del día contó con talleres de cómic, exposiciones de fotografía, proyecciones de películas y eventos musicales.

### 2013

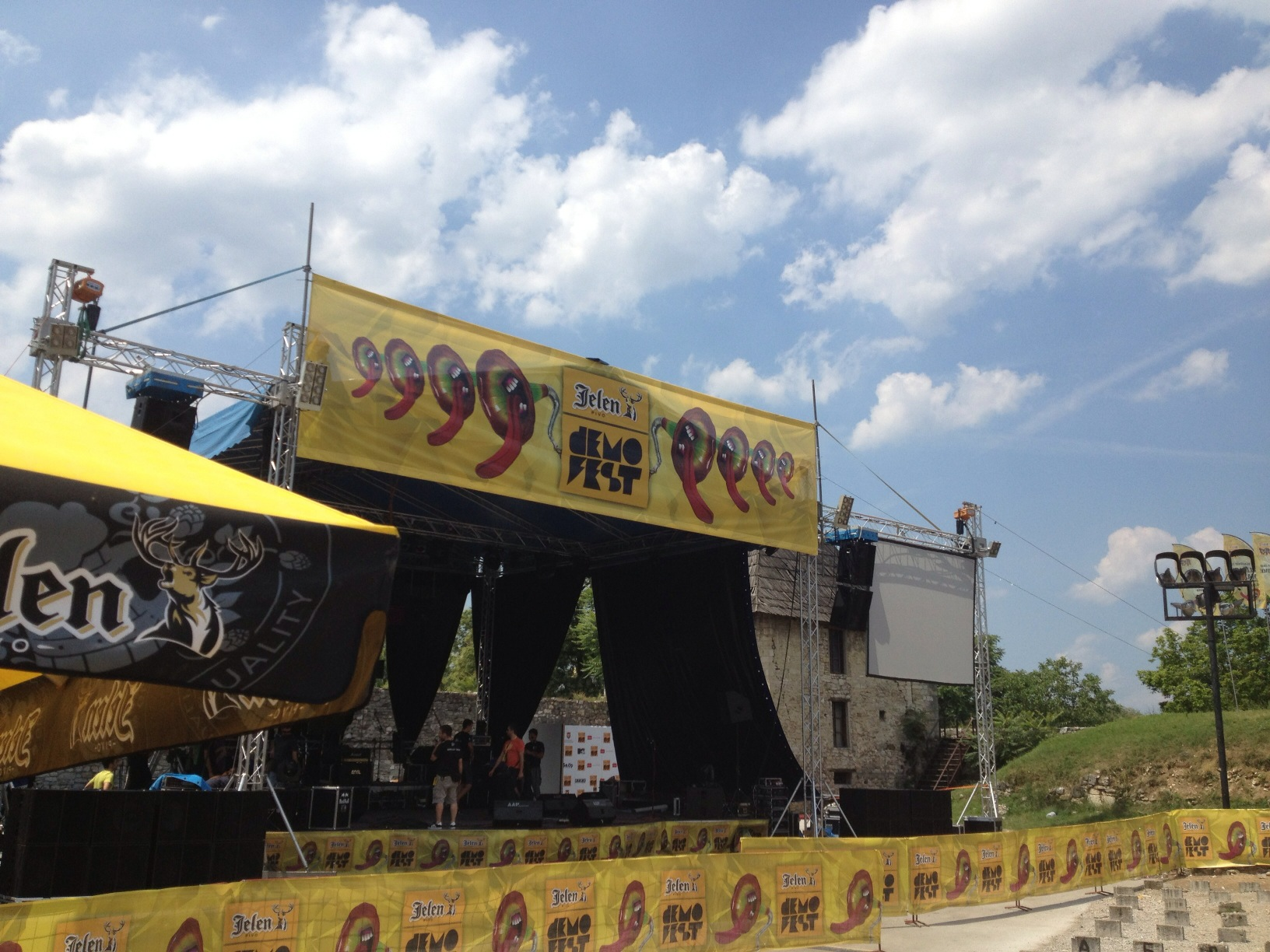
Escenario para el Demofest de 2013

La sexta edición del festival tuvo lugar del 18 al 20 de julio. Se presentaron 428 bandas no firmadas y 30 actuaron en el concurso. Más de 10.000 visitantes asistieron a la noche de inauguración, estableciendo el récord en ese momento.
La banda ganadora fue M.O.R.T (Sinj, Croacia), el segundo lugar fue Kontradikshn (Brežice, Eslovenia) y el tercer lugar fue SmokeShakers (Kavadarci, Macedonia). También se entregaron los premios a la Banda Más Prometedora de Banja Luka, Blue Bass, Mejor Baterista y Mejor Periodista.
Los cabezas de cartel fueron Dubioza kolektiv, S.A.R.S., Partibrejkers, Superhiks, Kiril Džajkovski, Plejboj, Neuro y Dede Putra.
El programa del día contó con talleres de cómic, mercado de productos únicos, capacitaciones para músicos, eventos musicales y una exposición de pinturas de Davor Gobac.

### 2014
La séptima edición del festival tuvo lugar del 17 al 19 de julio. Se presentaron 458 bandas no firmadas y 30 participaron en el concurso. Después de una pausa de tres años, los artistas mundialmente populares volvieron a encabezar el Demofest.
La banda ganadora fue Hulahoop (Kamnik, Eslovenia), el segundo lugar fue Punkart (Tuzla, Bosnia y Herzegovina) y el tercer lugar fue Low Peak Charlie (Primorska/Liubliana, Eslovenia). Se entregó un número récord de premios: Banda más prometedora de Banja Luka, Blue Bass, Mejor baterista, Mejor guitarrista, Concursante mejor ubicado de Banja Luka y Mejor periodista.
Los cabezas de cartel fueron Guano Apes, Max Romeo, Brand New Heavies, Hladno pivo, Eyesburn, Urban & 4, M.O.R.T., Kontradikshn y SmokeShakers.
El programa del día contó con talleres de cómic, exposiciones de fotografía, capacitaciones para músicos y eventos musicales.

### 2015
La octava edición del festival tuvo lugar del 16 al 18 de julio. Se presentaron 461 bandas no firmadas y 31 actuaron en el concurso. Por primera vez, el escenario del Demofest no se ubicó en el escenario de verano de Kastel, debido a su reconstrucción, sino en la otra área más espaciosa de la Fortaleza de Kastel.
La banda ganadora fue Nord (Rijeka, Croacia), el segundo clasificado fue Rezerve (Tučepi, Croacia) y el tercer clasificado fue S.K.A. (Leskovac, Serbia). También se entregó el Premio del Público, así como los premios Blue Bass, Mejor Guitarrista y Mejor Periodista.
Los cabezas de cartel fueron Gentleman, Triggerfinger, M.O.R.T., Who See, The Beat Fleet, Irie FM, Hulahoop, Punkart y Low Peak Charlie. Inicialmente, se anunció que Eagles of Death Metal también encabezaría el Demofest, pero una semana antes del festival, la banda canceló los últimos tres shows de su gira de verano de 2015 (Grecia, Hungría y Bosnia y Herzegovina), citando la "situación económica en Grecia" como la razón principal.
El programa del día contó con exposiciones de fotografía, mercado de productos únicos, Biblioteca Humana, proyecciones de películas, promociones de libros y eventos musicales.

### 2016
La novena edición del festival tuvo lugar del 21 al 23 de julio. Un total de 467 bandas no firmadas se presentaron al concurso y 33 de ellas actuaron. El Demofest 09 registró la mayor asistencia desde su debut, con más de 30.000 visitantes que asistieron al evento durante tres días de festival.
La banda ganadora fue Seine (Varaždin/Zagreb, Croacia), el segundo clasificado fue Degeneza (Belgrado, Serbia) y el tercer clasificado fue Letarg (Koprivnica, Croacia). Otros premios que se entregaron fueron Blue Bass, Mejor Guitarrista y Mejor Periodista.
Los cabezas de cartel fueron Mando Diao, The Sisters of Mercy, Dub Pistols, Hladno pivo, Kolja i Grobovlasnici, Bombaj štampa, ZAA, Nord, Rezerve y S.K.A.
El programa del día contó con exposiciones de fotografías y artefactos musicales, talleres de percusión, proyecciones de películas, capacitaciones para músicos y eventos musicales.

### 2017
La décima edición del festival tuvo lugar del 20 al 23 de julio. Un total de 471 bandas no inscritas se inscribieron en el concurso, estableciendo el nuevo récord del festival, y 49 de ellas actuaron. Demofest 10 fue el formato de festival más grande con dos escenarios.
La banda ganadora fue Slonz (Šabac, Serbia), el segundo clasificado fue Tyger Lamb (Zagreb, Croacia) y el tercero Wolfram (Novi Sad, Serbia). Los premios adicionales que se entregaron fueron Blue Bass y Mejor Guitarrista.
Los cabezas de cartel fueron Rudimental (DJ Set), Marky Ramone, Freemasons, Ky-Mani Marley, Funkerman, Dubioza kolektiv, Edo Maajka, Lačni Franc, Bad Copy, Sopot, Seine, Degeneza y Letarg.
El programa del día contó con exposiciones de fotografías e ilustraciones, mesa redonda "Mujeres en el Arte", concurso ecológico "Arte Puro", promoción de libros y eventos musicales.

### 2018
La undécima edición del festival tuvo lugar del 19 al 22 de julio. Un total de 458 bandas no firmadas se presentaron al concurso y 26 de ellas actuaron.
La banda ganadora fue Sergio Lounge (Belgrado, Serbia), el segundo lugar fue Vin Triste (Belgrado, Serbia) y el tercer lugar fue Fire in Cairo (Zagreb, Croacia). Los premios adicionales que se entregaron fueron Blue Bass y Mejor Guitarrista.
Los cabezas de cartel fueron Magnifico y la Orquesta del Ejército Serbio, Dječaci, Marko Louis, Darko Rundek & Ekipa, Nele Karajlić y All Star Band, Goblini, Slonz, Tyger Lamb y Wolfram.
El programa del día contó con exposiciones de fotografías, proyecciones de películas, diversos talleres y eventos musicales.

## Premios y reconocimientos
| Año  | Primer Lugar            | Segundo Lugar | Tercer Lugar      | Otros premios |
| ---- | ----------------------- | ------------- | ----------------- | --- |
| 2008 | KillingJazzHardcoreBaby | Tripcycle     | Magma             | - Premio del público: Grof Đuraz - Premio a los Periodistas: Catrin Noise |
| 2009 | Prophaganda             | Discopath     | ZAA/Tanker        | - Premio del Público: Orion - Premio Periodista: Prophaganda |
| 2010 | Threesome               | Kuriri        | Prežderani        | - Premio del Público: Kteri |
| 2011 | Plišani mališan         | Big Bug       | Aesthetic Empathy | - Cuarto lugar: Nova, Bitipatibi, The Schtrebers, Indigo Pop - La banda más prometedora de Banja Luka: Tanker |
| 2012 | Neuro                   | Kraj programa | Dede Putra        | - Premio Organización: Vila Filozofina - Banda más prometedora de Banja Luka: Ciervo en los faros / Aurora - Bajo azul: Nemanja Ristović - Mejor periodista: Branka Glavonjić |
| 2013 | M.O.R.T.                | Kontradikshn  | SmokeShakers      | - Banda más prometedora de Banja Luka: Važno obavještenje - Bajo azul: Matija Jašarov - Mejor baterista: Gregor Hodinj - Mejor periodista: Savo Drakulić |
| 2014 | Hulahoop                | Punkart       | Low Peak Charlie  | - Premio del Público: Benefit - La banda más prometedora de Banja Luka: Brutal protesta - Concursante mejor clasificado de Banja Luka: Shanghai Street Fight - Bajo azul: Lovro Velušček - Mejor baterista: Luka Žižić - Mejor guitarrista: Marko Bagarić - Mejor periodista: Haris Suljović |
| 2015 | Nord                    | Rezerve       | S.K.A.            | - Premio del Público: Cardinal Point - Bajo azul: Mihael Prosen - Mejor guitarrista: Ante Puharić - Mejor periodista: Zoran Tučkar |
| 2016 | Seine                   | Degeneza      | Letarg            | - Bajo Azul: Maja Kolarić - Mejor guitarrista: David Seferović - Mejor periodista: Mirna Pijetlović |
| 2017 | Slonz                   | Tyger Lamb    | Wolfram           | - Bajo azul: Adrijan Jung - Mejor guitarrista: Nikola Mijaiolić |
| 2018 | Sergio Lounge           | Vin Triste    | Fire in Cairo     | - Bajo azul: Jovan Đukić - Mejor guitarrista: Pavle Popov |

## Cabezas de cartel
| Año  | Cartel |
| ---- | --- |
| 2008 | KUD Idijoti, Marčelo & Filter Crew, Urban & 4, Darko Rundek & Kargo Orkestar, Vlatko Stefanovski Trio                                                         |
| 2009 | Kosheen, Asian Dub Foundation, Nouvelle Vague, Therapy? KillingJazzHardcoreBaby, Tripcycle, Magma                                                             |
| 2010 | Stereo MCs, Fun Lovin' Criminals, Kiril Džajkovski, New Young Pony Club Prophaganda, Discopata, ZAA, Petrolero                                                |
| 2011 | Kelis, Skindred, Tramposo Trío, Kuriri, Prežderani |
| 2012 | Majke, Psihomodo pop, Zemlja gruva, Darkwood Dub & Bisera Veletanlić, Sopot, T.B.F. Plišani mališan, Big Bug, Empatía estética                                |
| 2013 | Dubioza kolektiv, Kiril Džajkovski, S.A.R.S., Partibrejkers, Plejboj, Superhiks Neuro, Dede Putra                                                             |
| 2014 | Guano Apes, Max Romeo, Brand New Heavies, Urban & 4, Hladno pivo, Eyesburn M.O.R.T., Kontradikshn, SmokeShakers                                               |
| 2015 | Caballero, Dedo Gatillo, T.B.F., Quién Ve, Irie FM, M.O.R.T. Hulahoop, Punkart, Charlie de Low Peak                                                           |
| 2016 | Mando Diao, Las Hermanas de la Misericordia, Dub Pistols, Hladno pivo, Kolja i Grobovlasnici, Bombaj štampa, ZAA Nord, Rezerve, S.K.A.                        |
| 2017 | Rudimental (DJ Set), Marky Ramone, Freemasons, Ky-Mani Marley, Funkerman, Dubioza kolektiv, Edo Maajka, Lačni Franc, Bad Copy, Sopot, Seine, Degeneza, Letarg |
| 2018 | Magnifico y la Orquesta del Ejército Serbio, Dječaci, Marko Louis, Darko Rundek & Ekipa, Nele Karajlić y All Star band, Goblini, Slonz, Tyger Lamb, Wolfram   |